# RwandAir
RwandAir Limited, operante come RwandAir, è la compagnia di bandiera del Ruanda. Opera voli domestici e voli internazionali verso Africa, Europa, Medio Oriente e Asia dal suo hub, l'aeroporto Internazionale di Kigali. Rwandair è membro dell'African Airlines Association.

## Storia

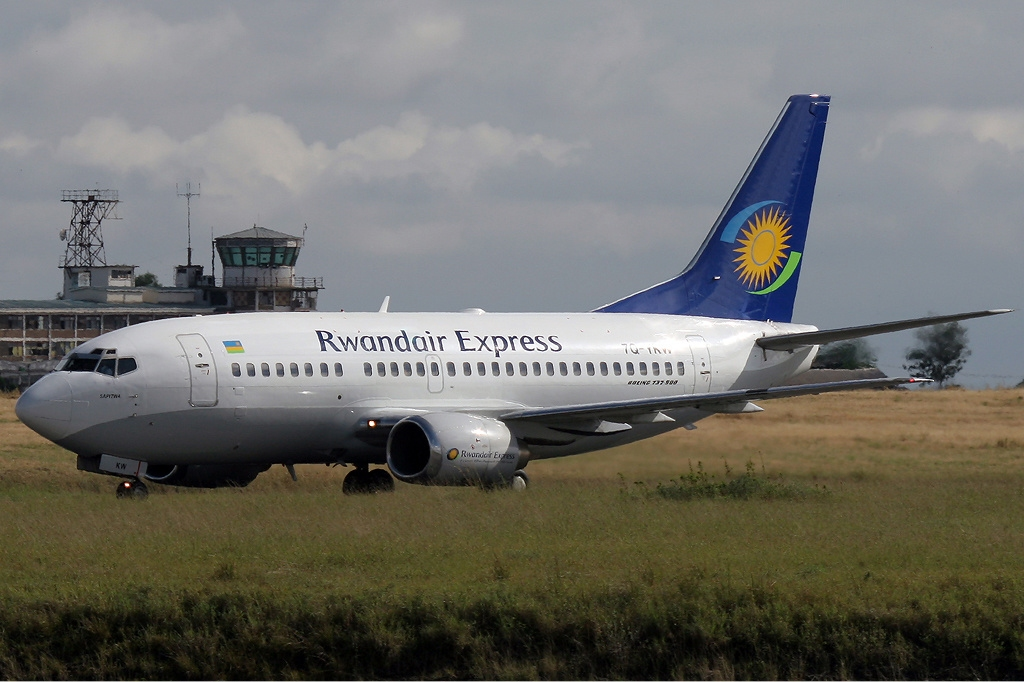
Un Boeing 737-500 di RwandAir Express nel 2007.

### Incorporazione
Dopo il genocidio del 1994, il governo fece diversi tentativi per rianimare l'ex vettore nazionale Air Rwanda che aveva cessato le operazioni durante il genocidio. Diverse società private mostrarono interesse a collaborare con il governo. Dopo che SA Alliance cessò le operazioni, il governo del Ruanda rilevò le operazioni ruandesi e rinominò la compagnia, per garantirne la continuità. RwandAir iniziò le operazioni il 1º dicembre 2002 come nuovo vettore nazionale per il Ruanda con il nome di Rwandair Express (con il trasporto aereo di passeggeri come attività principale). Nel 2016, RwandAir ha ricevuto il Safety Audit for Ground Operations (ISAGO) dell'International Air Transport Association.

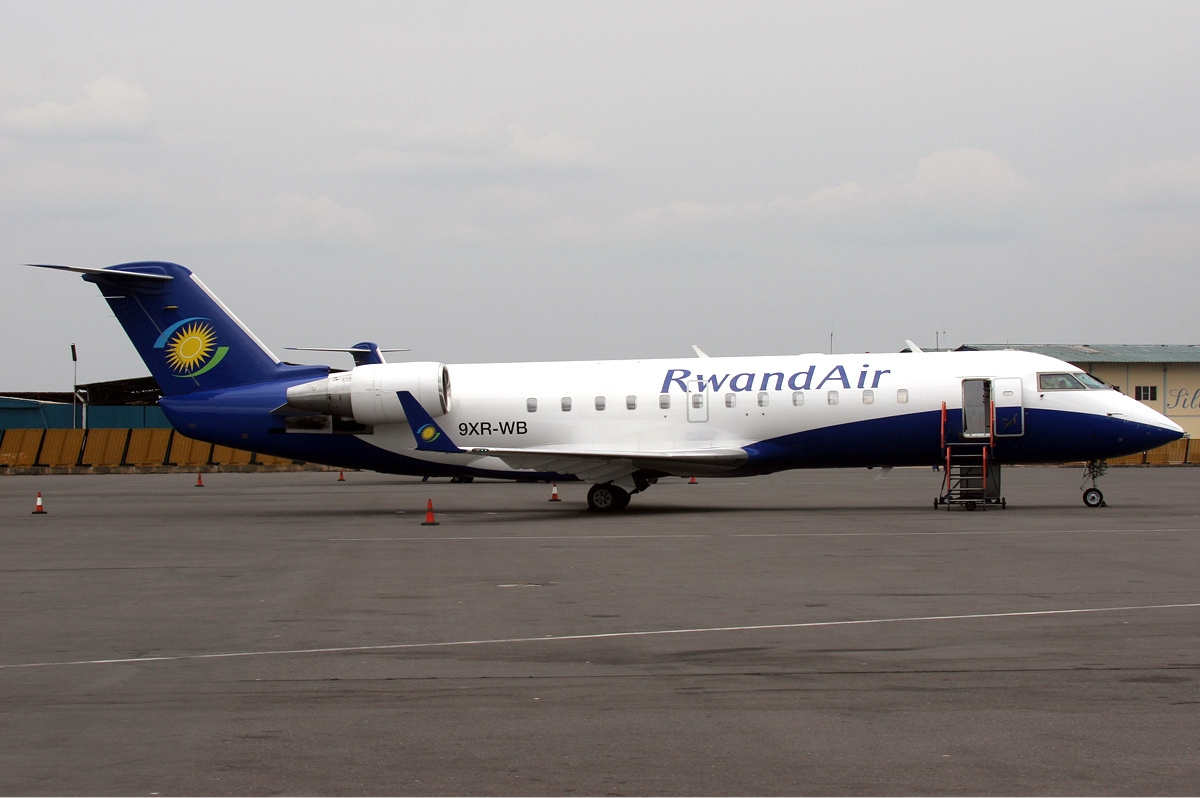
Un Bombardier CRJ200LR di RwandAir nel 2010.

### Re-branding
La compagnia aerea ha iniziato ad espandersi a livello regionale e nel 2009 la rete includeva Dar-es-Salaam, Nairobi e destinazioni nazionali come Gisenyi. Nel marzo 2009, la compagnia ha registrato il nuovo marchio RwandAir Limited, che è il suo attuale nome operativo. Nel giugno 2009, la compagnia aerea ha ufficialmente rinominato Rwandair Express in RwandAir, perché il nuovo nome implicava una compagnia aerea grande e seria, mentre "Express" nel nome precedente ne implicava una piccola e regionale.
Nel maggio 2010, Rene Janata è diventato CEO, introducendo un programma frequent flyer e sviluppando la compagnia aerea. Nell'ottobre 2010, John Mirenge è diventato il nuovo CEO di RwandAir.

### 2010-2015
Nel luglio 2010 è arrivato il primo dei nuovi Boeing 737-500; il secondo è arrivato il 20 ottobre 2010. Entrambi erano noleggiati da GE Capital Aviation Services (GECAS) e ciascuno aveva una configurazione a due classi con 12 posti in business class e 90 posti in classe economica.
Nell'agosto 2011, la compagnia ha preso in consegna il suo primo aereo di proprietà. Tutti i precedenti aeromobili erano stati noleggiati o acquistati come aeromobili di seconda mano. L'aereo acquistato era un Boeing 737-800 con Sky Interior e al tempo era l'unico di questo tipo ad operare tra le compagnie aeree africane.
Nell'ottobre 2011, RwandAir ha preso in consegna il suo secondo Boeing 737-800. Nel gennaio 2012, la compagnia ha ceduto i due CRJ200 di sua proprietà, in previsione dell'acquisizione di due CRJ-900.
Nel febbraio 2013, John Mirenge ha annunciato che la compagnia aerea avrebbe volato verso Accra, Città del Capo, Harare, Juba e Zanzibar.
Nel maggio 2015, RwandAir è diventata ufficialmente membro della IATA.

### 2015-presente
Nel 2017, il governo del Benin ha concesso a RwandAir i diritti per operare voli diretti dal Benin. RwandAir prevedeva di basare due Boeing 737 presso l'aeroporto Internazionale di Cotonou.
Nel febbraio 2020, due mesi dopo che Qatar Airways aveva acquistato una partecipazione del 60% nell'aeroporto Internazionale Bugesera del Ruanda, la compagnia aerea del Qatar ha acquistato una partecipazione del 49% in RwandAir.

## Flotta

### Flotta attuale
A maggio 2023 la flotta di RwandAir è così composta:

### Flotta storica
RwandAir operava in precedenza con i seguenti aeromobili:

## Incidenti
- Il 12 novembre 2009, il volo RwandAir 205, un Bombardier CRJ100 operato da JetLink Express per conto di RwandAir Express, si schiantò contro il terminal dell'aeroporto Internazionale di Entebbe dopo un atterraggio di emergenza a Kigali, in Ruanda, provocando la morte di un passeggero. All'indomani dell'incidente, RwandAir sospese tutte le relazioni con JetLink Express.[20]